# Kutrovice
Kutrovice (en allemand : Kutrowitz) est une commune du district de Kladno, dans la région de Bohême-Centrale, en Tchéquie. Sa population s'élevait à 110 habitants en 2020.

## Géographie
Kutrovice se trouve à 6 km au nord-ouest de Slaný, à 15 km au nord-nord-ouest de Kladno et à 37 km au nord-ouest de Prague.
La commune est limitée par Třebíz au nord, par Neprobylice à l'est, par Slaný au sud, et par Libovice et Kvílice à l'ouest.

## Histoire
La première mention écrite de la localité date de 1366.